# كهرباء ساكنة

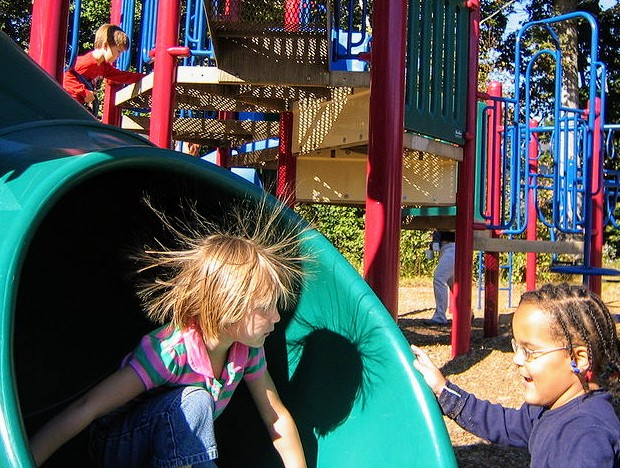
التلامس مع مكان الانزلاق جعل شعر الطفلة مشحونا بشحنة موجبة مما جعل كل شعرة تتنافر مع الأخرى. وأيضا يظهر شعرها منجذبا لسطح مكان الانزلاق الذي كانت تلهو وتنزلق عليه

الكهرباء الساكنة (بالإنجليزية: Static electricity) هي اختلال توازن الشحنات الكهربائية داخل المادة أو على سطحها. تبقى الشحنة حتى تتمكن من الابتعاد عن طريق تيار كهربائي أو تفريغ كهربائي. تُستخدم صفة "ساكن" لتمييزها عن كهرباء التيار (الكهرباء المتحركة)، حيث تتدفق الشحنة الكهربائية عبر موصل كهربائي.
منذ التاريخ القديم كان معروفًا أن بعض المواد تجذب الجسيمات الصغيرة بعد دلكها. أُطلقت كلمة إلكترون على أجزاء كثيرة من العلم الطبيعي. ظاهرة الكهرباء الساكنة جاءت من القوى الكهربية التي تحدث بين الشحنات المختلفة. هذه القوى وصفها قانون كولوم. ولكن هذه القوى تعتبر قوى ضعيفة.
تنشأ الكهرباء الساكنة بسبب تجمع إلكترونات أو غيابها في منطقة ما.

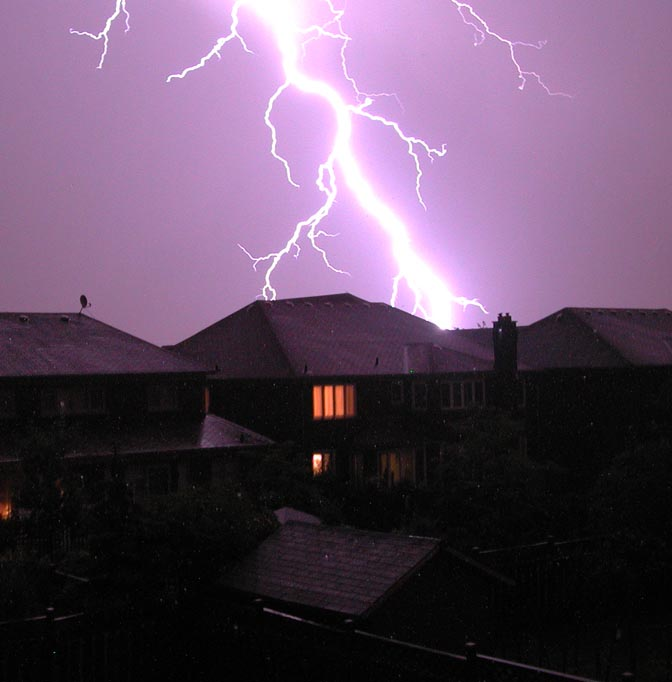
صورة برق بمدينة تورنتو.

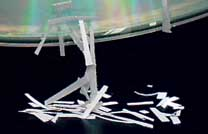
الورق ينجذب إلى القرص المضغوط المشحونة

تتمثل الكهرباء الساكنة بتجمع الشحنات الكهربائية على أجسام المعدات المختلفة، وهي ظاهرة طبيعية. تكمن المشكلة في تجمع الشحنات على جسم ما للحد الذي يشكل انتقالها إلى جسم آخر حدوث شرارة كهربائية، في الطبيعة يتم تحرك وانتقال الشحنات من جسم إلى آخر بحرية لا يضبطها إلا قانون أو خاصية بسيطة وهي انتقالها من جسم إلى آخر بهدف التعادل والتوازن بين كمية الشحنات المتجمعة.
عند تحرك هذه الشحنات يحصل سريان لحظي للتيار الكهربائي، كما تحصل شرارة كهربائية عند تحرك الشحنات من موقع إلى آخر عبر الجو، أي عندما تقفز تلك الشحنات من جسم ذو كمية عالية من الشحنات إلى الجسم الآخر ذو شحنات أقل.
يمكن ملاحظة هذه الظاهرة يوميا عند خلع الملابس المصنعة من النايلون أو البوليستر في غرفة مظلمة ليلا فسنلاحظ ظهور شرر وصوت لفرقعات بسيطة وهذا نتيجة لانتقال الشحنات الكهربائية.
كذلك يمكن ملاحظة هذه الظاهرة عند تقريب ساعدنا المشعر من شاشة التلفاز فسنلاحظ وقوف الشعر وانجذابه إلى شاشة التلفاز.
وكذلك عند تمشيط شعرك في يوم جاف ستلاحظ انجذاب الشعر نحو المشط .
تشكل هذه الظاهرة مشكلة كبيرة في الصناعة والمعامل وخصوصا في الصناعة النفطية والغازية مثلا، انتقال الشحنات قد يسبب شرارة قد تكون كافية لإيقاد الغازات والأبخرة المتواجدة بالموقع.
لتجاوز مشاكل هذه الظاهرة بسيط في ظاهره وهو جعل كافة الأجسام متعادلة من حيث تجمع الشحنات عليها، فلن يكون هناك تجمع للشحنات على جسم ما يفوق ما هو متجمع على الجسم الآخر.
لذا من العادة ربط جميع الأجسام المعدنية في المعمل مع بعضها وربطها مع الأرض من خلال نظام للتأريض بهدف تفريغ كل الشحنات الكهربائية المتجمعة إلى الأرض حيث تنتقل الألكترونات من الجهد المرتفع إلى الجهد المنخفض وحتى إذا كانت حرة الحركة .
تبقى مشكلة الشحنات المتكونة في الغيوم وتفريغها في ما بينها وبين الأرض والتي تتكون نتيجه فصل الأرض (المتعادلة) للشحنات السالبة والموجبة مما يؤدي إلى نشأة قوة تجاذب هائلة بين السحابة والأرض والتي كثيرا ما سببت في حرائق الغابات، أما لحماية الأسقُفْ والأبنية المرتفعة فيكون بواسطة نظم لمانعات الصواعق والتي تقوم بتسريب الشحنات والجهد الكهربائي العالي المصاحب لها للأرض.
ومن الجدير بالذكر ان الكهربائية الساكنة تستقر على سطوح الأجسام دائما وذلك لأن الشحنات المتولدة على الجسم تكون من نوع واحد ونتيجه لذلك تنشأ قوى تنافر فيما بينها فتحاول أن تأخذ أقصى مسافة فيما بينها فتتجه إلى الخارج.
وعلى هذا الأساس لا يصاب ركاب الطائرة بالصاعقة عند مرورهم من خلال غيمه مكهربة. فتستقر الشحنات على سطح الطائرة ولا تتدخل إلى الداخل
ولكن قد رجح العلماء بأن للكهرباء الساكنة وتواجدها على البشرة بشكل مباشر قد يساهم في الإصابة بسرطان الجلد .
ولكن هناك العديد من الفوائد لهذه القوة حيث تحد من التلوث بسبب استطاعتها على تجميع السناج من المداخن . وكذلك تستخدم آلات التصوير الفوتوجرافي الكهرباء الساكنة لوضع الحبر الأسود على الورق.

## التسمية
مصطلح الكهرباء الساكنة له عدة مرادفات: الكهربائية الساكنة والكهرباء السكونية والكهرباء الراكدة والكهرباء الإستاتية والكهربائية الإستاتية والكهرباء القَراريّة.

## طرق توليد الكهرباء الساكنة
- طريقة الدلك: ويمكن الحصول على الشحنات الكهربائية من خلال هذه الطريق. حيث مثلا نستطيع الحصول على :-
  - الشحنات الكهربائية السالبة من دلك ساق الابونايت بالفرو حيث تنفصل الالكترونات من الفرو لتذهب إلى ساق الابونايت ليصبح سالب الشحنة.
  - الشحنات الكهربائية الموجبة من دلك ساق الزجاج بالحرير حيث تنفصل الالكترونات من الزجاج لتذهب إلى الحرير فيصبح الزجاج موجب الشحنة.
- طريقة التماس: وذلك بملامسة جسم مشحون بآخر غير مشحون فتنتقل اليه الشحنات الكهربائية من الجسم المشحون وتكون نوع شحنة الجسم الذي شحن اخيرا نفس نوع شحنة الجسم الذي شحنه(الذي تلامس معه).
- طريقة الحث: ويكون ذلك كما في التجربة الاتية:
  - الأدوات :- كرة موصلة ومعزولة، سلك , جسم مشحون مسبقا (و لتكن شحنة موجبة مثلا).
  - العمل :-
    - نقرب الجسم المشحون من الكرة دون أن يلامسها فتقترب الشحنات السالبة للكرة من الجسم المشحون(تجاذب) وتبتعد الشحنات الموجبة للكرة على الجهة الثانية بعيدة عن الجسم المشحون(تنافر).
    - نصل الكرة بواسطة سلك إلى الأرض (مع بقاء الجسم المؤثر) فتنتقل الشحنات السالبة من الأرض إلى الكرة الموصلة وتبقى الشحنة السالبة على الكرة نتيجة التجاذب بينها وبين الشحنة الموجبة المشحون مسبقا.
    - نرفع السلك عن الكرة وبعدها نبعد عنها الجسم المشحون المؤثر أيضا.
    - الكرة الآن أصبحت مشحونة بشحنة سالبة، ومن الملاحظ من طريقة توليد الكهربائية المستقرة بالحث ان الجسم الذي نريد ان نشحنه تكون شحنته مخالفة لشحنة الجسم المؤثر المشحون مسبقا.

## اكتشاف ظاهرة الكهرباء الساكنة
اكتشفت ظاهرة الكهرباء الساكنة قبل الميلاد بنحو 600 سنة، عندما أدرك اليونانيون قديما بعض الظواهر الكهربية، فقد لاحظ الفيلسوف طاليس ( 600 ق.م ) ، أنه عند حك قطعة من الكهرمان بقطعة قماش فإنها تجذب ريش الطيور والخيوط الصوفية أو القطنية . وكان العالم الإنجليزي وليم جلبرت ( 1544 م - 1603 م ) من أوائل العلماء الذين تقصوا الظواهر الكهربائية ولاحظ أن هناك مواد أخرى تمتلك خاصية الجذب، واشتق جلبرت تسميته لقوة الجذب المجهولة هذه من لفظة إلكترون ( اسم الكهرمان باليونانية ) فأطلق عليها Electr ، ونحن العرب حذونا حذوه باشتقاق كهرباء من كهرمان .
في عام 1733 م، وجد الكيميائي الفرنسي شارل أن بعض الأجسام تتجاذب عند الحك، وبعضها الآخر يتنافر، لذلك جزم شارل بأن الكهرباء سيلا من نوع ما، وأن هنالك نوعين منها، الأولى : تتولد عند حك الزجاج بالشعر أو الصوف ؟ والثانية : تتولد عند حك الكهرمان بالحرير؟ وأن النوعين المختلفين يتجاذبان بينما النوعان المتماثلان يتنافران .
كان بنجامين فرانكلين أول من اقترح فكرة الشحنات الكهربائية الموجبة والسالبة في القرن الثامن عشر. كما بيّن أن البرق هو انتقال شحنات كهربائية ساكنة، عن طريق تطيير طائرة ورقية في عاصفة رعدية وحصوله على شرار تفريغ كهربائي، حيث ربط مفتاحًا معدنيًا في طرف خيط طائرة ورقية وأطلقها لتحلق في الهواء أثناء عاصفة رعدية. فتسببت كهرباء السحب في رفع الجهد الكهربائي، وأدى هذا الجهد الكهربائي العالي إلى حدوث شرارة كهربائية بين المفتاح والأجسام الموجودة على سطح الأرض، مما أوضح أن السحب مُكهْربة. وقد حالفه الحظ في تلك التجربة بالنجاة من الموت، ولكن تسببت تجربته في وقوع حوادث خطيرة إذ إن بعض الذين قاموا بإطلاق الطائرات الورقية للتحليق أثناء العواصف قد صعقهم البرق.
بين الإنجليزي ستيفن ( 1666 م – 1736 م ) أن بعض المواد توصل الكهرباء، وبعضها الآخر لا يوصل . وقد استطاع نقل الكهرباء المتولدة من دلك أنبوب زجاجي طوله أكثر من 100 متر.